# Ultimate Frisbee Association
L’Ultimate Frisbee Association (UFA), anciennement l’American Ultimate Disc League (AUDL) (Ligue américaine d’ultimate disque) est une ligue professionnelle d’ultimate d’Amérique du Nord. Elle a été fondée par Josh Moore en 2010, et sa saison inaugurale a commencé en avril 2012, avec huit équipes. La ligue se compose actuellement de vingt-quatre équipes réparties en quatre divisions (poule géographique). Les matchs de saison régulière sont joués pendant les mois d’avril à juillet. Le championnat de fin de saison, faisant suite aux séries éliminatoires et opposant les quatre vainqueurs de divisions, a lieu en juillet ou en août.
L'UFA est une ligue semi-professionnel ; ses joueurs ne reçoivent aucun salaire du fait de leur participation. Ils reçoivent néanmoins une portion du montant de la vente des billets ainsi que des parts d'intérêt de propriété de leurs équipes. Les joueurs de l'UFA n'engrangent généralement que de 350 à 700$ par saison. De ce fait, la majorité travaillent à temps plein.

## Adaptation des règles
L’UFA dispose d’un certain nombre de changements de règles du jeu traditionnel de l’ultimate. Le changement le plus important est l’ajout d’arbitres qui font tous les appels sur le terrain. Le terrain de jeu a été élargi et coïncide avec les dimensions d’un terrain de football américain. Plutôt que d’être joué à un score prédéterminé, les matchs sont chronométrés et composés de quatre quarts de 12 minutes chacun avec une mi-temps de 15 minutes. Si le score est à égalité, une prolongation de cinq minutes est jouée. Si le score reste nul après la prolongation, une deuxième prolongation est jouée dans laquelle la première équipe qui marque, gagne (mort subite). D’autres changements notables incluent une baisse du nombre du décompte de possession de disque de 10 secondes à 7, une pénalité de cinq verges pour marché lors de la capture du disque et la possibilité d'appliquer une double couverture au porteur du disque. Il existe également d’autres infractions qui donnent lieu à une pénalité de cinq, 10 ou 20 verges, selon la gravité de l’infraction.

## Première saison

Ancien logo.

Ancien logo.

En 2012, le premier match a été remporté par le Constitution du Connecticut le 14 avril face au Rampage du Rhode Island par un score de 29 à 22, et le premier but a été marqué par Brent Anderson du Constitution. Le premier championnat a été remporté par les Spinners de Philadelphie le 11 octobre 2012 par la marque de 29-22 face aux Alleycats d’Indianapolis.
| Division Est                | Stade               | Ville                      |
| --------------------------- | ------------------- | -------------------------- |
| Hunters de Buffalo          | Walter Kunz Stadium | Buffalo, New York          |
| Constitution du Connecticut | Arute Field         | Hartford, Connecticut      |
| Spinners de Philadelphie    | Franklin Field      | Philadelphie, Pennsylvanie |
| Rampage du Rhode Island     | Pierce Stadium      | Providence, Rhode Island   |
| Division Ouest              | Stade               | Ville                      |
| Revolution de Bluegrass     | Jake Bell Field     | Lexington, Kentucky        |
| Cranes de Columbus          | Warhawks Stadium    | Columbus, Ohio             |
| Mechanix de Détroit         | Silverdome          | Détroit, Michigan          |
| AlleyCats d'Indianapolis    | Roncalli Stadium    | Indianapolis, Indiana      |

À l’issue de cette première saison, trois des quatre équipes de la Division Est, et une de la Division Ouest (soit quatre des huit franchises d’origine), ont abandonné l’UFA (alors nommée AUDL à cette époque) pour diverses raisons. Le plus notable a été le départ des Spinners de Philadelphie, la franchise de l’AUDL qui a eu le plus de réussite à la fois en termes de rentabilité et de vision du jeu. Les Spinners ont annoncé en octobre de l’année 2012 qu’ils se joignaient à une nouvelle ligue professionnelle d’ultimate, la Major League Ultimate (MLU). Cette dernière, désormais dissoute, se voulant une concurrente de l’AUDL.

## Équipes

### Équipes actives
| Équipe                     | Ville          | Stade                                  | Première saison               |
| Division Est               | Division Est   | Division Est                           | Division Est                  |
| -------------------------- | -------------- | -------------------------------------- | ----------------------------- |
| Glory de Boston            | Boston         | Hormel Stadium                         | 2020                          |
| Breeze de DC               | Washington     | Cardinal Stadium at Catholic Univ.     | 2013                          |
| Royal de Montréal          | Montréal       | Complexe sportif Claude-Robillard      | 2014                          |
| Empire de New York         | Manhattan      | Joseph F. Fosina Field                 | 2013                          |
| Phoenix de Philadelphie    | Philadelphie   | Garthwaite Stadium                     | 2013                          |
| Rush de Toronto            | Toronto        | Monarch Park Stadium (en)              | 2013                          |
| Division Sud               |                |                                        |                               |
| Hustle d’Atlanta           | Atlanta        | Grady Stadium                          | 2015                          |
| Sol d'Austin               | Austin         | House Park                             | 2016                          |
| Flyers de la Caroline      | Raleigh        | Sahlen’s Stadium                       | 2015 (Flyers de Raleigh)      |
| Havoc de Houston           | Houston        | SaberCats Stadium                      | 2023                          |
| Aviators de Los Angeles    | Los Angeles    | Occidental College                     | 2015                          |
| Growlers de San Diego      | San Diego      | Balboa Stadium                         | 2015                          |
| Division Centre            |                |                                        |                               |
| Union de Chicago           | Chicago        | Benedetti-Wehrli Stadium (en)          | 2013 (Wildfire de Windy City) |
| Mechanix de Détroit        | Pontiac, MI    | Bishop Foley Catholic High School (en) | 2012                          |
| AlleyCats d’Indianapolis   | Indianapolis   | Grand Park (Indiana) (en)              | 2012                          |
| Radicals de Madison        | Madison        | Breese Stevens Field                   | 2013                          |
| Wind Chill du Minnesota    | Blaine, MN     | National Sports Center                 | 2013                          |
| Thunderbirds de Pittsburgh | Pittsburgh     | J.C. Stone Field                       | 2015                          |
| Division Ouest             |                |                                        |                               |
| Summit du Colorado         | Denver         | Campbell Field                         | 2022                          |
| Spiders d'Oakland          | Oakland        | Fremont High School                    | 2014 (Spiders de San José)    |
| Steel de l'Oregon          | Portland       | Providence Park                        | 2022 (Nitro de Portland)      |
| Shred de Salt Lake         | Salt Lake City | Zions Bank Stadium                     | 2022                          |
| Cascades de Seattle        | Seattle        | Seattle Memorial Stadium               | 2014 (Raptors de Seattle)     |
| Bighorns de Vegas          | Las Vegas      |                                        | 2025                          |

### Anciennes équipes
| Équipe                         | Ville                 | Stade                                   | Saison(s)                   | Statut                                                                       |
| ------------------------------ | --------------------- | --------------------------------------- | --------------------------- | ---------------------------------------------------------------------------- |
| Hunters de Buffalo             | Orchard Park, NY      | Orchard Park High School Sports Complex | 2012                        | Dissoutes en 2012                                                            |
| Cranes de Columbus             | Westerville           | Warhawks Stadium                        | 2012                        | Dissoutes en 2012                                                            |
| Constitution du Connecticut    | New Britain           | Arute Field                             | 2012                        | Dissout en 2012                                                              |
| Spinners de Philadelphie       | Philadelphie          | Franklin Field                          | 2012                        | Quitté en 2012. Rejoint la MLU en 2013                                       |
| Rampage du Rhode Island        | East Providence       | Pierce Memorial Field                   | 2012                        | Dissout en 2012                                                              |
| Hammerheads du New Jersey      | West Windsor Township | Mercer County Community College Stadium | 2013                        | Dissout en 2013                                                              |
| Riptide de Vancouver           | Vancouver             | Stade Swangard                          | 2014-2017                   | Arrêt des opérations en 2017, déménagera à Portland en 2019                  |
| NightWatch de Nashville        | Nashville             | John Overton High School                | 2015-2018                   | Dissout en 2018 avec l'intention de revenir dans l'AUDL dans quelques années |
| Flamethrowers de San Francisco | San Francisco         | Galileo Academy Field                   | 2014-2018                   | Dissout en 2018                                                              |
| Outlaws d'Ottawa               | Ottawa                | Parc MNP                                | 2015-2022                   | Dissout en 2022                                                              |
| Cannons de Tampa Bay           | St-Petersburg         | Campbell Park Recreation Center         | 2015-2022                   | Dissout en 2022                                                              |
| Legion de Dallas               | Dallas                | The Colony Five Star Complex            | 2016 (Roughnecks de Dallas) | Dissout en 2024                                                              |

## Palmarès

### Championnat de l'AUDL
| Année | Date              | Champion                                       | Résultat | Finaliste                | Stade                             | Ville          |
| ----- | ----------------- | ---------------------------------------------- | -------- | ------------------------ | --------------------------------- | -------------- |
| 2012  | 11 août 2012      | Spinners de Philadelphie (en)                  | 29-22    | AlleyCats d’Indianapolis | Silverdome                        | Pontiac        |
| 2013  | 4 août 2013       | Rush de Toronto (en)                           | 16-14    | Radicals de Madison      | Lane Tech Stadium                 | Chicago        |
| 2014  | 27 juillet 2014   | Spiders de San José                            | 28-18    | Rush de Toronto (en)     | Varsity Stadium                   | Toronto        |
| 2015  | 9 août 2015       | Spiders de San José (en)                       | 17-15    | Radicals de Madison      | Avaya Stadium                     | San José       |
| 2016  | 7 août 2016       | Roughnecks de Dallas (en)                      | 33-27    | Cascades de Seattle (en) | Breese Stevens Field (en)         | Madison        |
| 2017  | 27 août 2017      | Flamethrowers de San Francisco                 | 30-29    | Rush de Toronto          | Complexe sportif Claude-Robillard | Montréal       |
| 2018  | 12 août 2018      | Radicals de Madison                            | 20-16    | Roughnecks de Dallas     | Breese Stevens Field              | Madison        |
| 2019  | 11 août 2019      | Empire de New York                             | 26-22    | Roughnecks de Dallas     | Foothill College                  | San José       |
| 2020  | N/C               | Pas de champion en raison de la crise COVID-19 | N/C      | N/C                      | N/C                               | N/C            |
| 2021  | 11 septembre 2021 | Flyers de Raleigh                              | 19-16    | Empire de New York       | Audi Field                        | Washington, DC |
| 2022  | 26 août 2022      | Empire de New York                             | 22-14    | Union de Chicago         | Breese Stevens Field              | Madison        |
| 2023  | 26 août 2023      | Empire de New York                             | 19-12    | Shred de Salt Lake       | TCO Stadium                       | Eagan          |

### Championnat de l'UFA
| Année | Date         | Champion                | Résultat | Finaliste             | Stade              | Ville    |
| ----- | ------------ | ----------------------- | -------- | --------------------- | ------------------ | -------- |
| 2024  | 24 août 2024 | Wind Chill du Minnesota | 17-16    | Flyers de la Caroline | Zions Bank Stadium | Herriman |